# Giorgio A. Tsoukalos
Giorgio A. Tsoukalos (em grego: Γεώργιος Α. Τσούκαλος; Lucerna, Suíça, 14 de março de 1978) é uma personalidade da televisão, produtor e escritor suíço. Ele é defensor da ideia pseudoarqueológica de que antigos astronautas alienígenas interagiram com os antigos seres humanos. Ele é mais conhecido por suas aparições na série de televisão Ancient Aliens.
Tsoukalos apareceu no Travel Channel, History Channel, o Sci-Fi Channel, o Canal National Geographic, bem como em Coast to Coast AM, e foi produtor-consultor em 23 episódios de Ancient Aliens. Ele é o co-fundador da revista Legendary Times, com a última publicação em 2008. A revista destaca artigos de Erich von Däniken, David Hatcher Childress, Pedro Fiebag, Robert Bauval, e Luc Bürgin sobre o tema dos antigos astronautas e assunto relacionados.

## Biografia
Tsoukalos graduou-se em 1998 no Ithaca College, em Ithaca, Nova York, com bacharel em informação e comunicação esportiva. Durante vários anos, ele trabalhou como promotor de culturismo e voluntário nos concursos de fisiculturismo sancionados pela IFBB, incluindo o Mr. Olympia. Ele produziu e dirigiu o San Francisco Pro Grand Prix anual de 2001 até 2005
Tsoukalos também foi o anfitrião da série Em Busca de Alienígenas do canal H2, tendo a primeira temporada iniciada em 2014. Ele foi o destaque na History Con Events no World Trade Center Manila, em agosto de 2016.